# Elani perlat
L'elani perlat (Gampsonyx swainsonii) és un petit ocell rapinyaire de la família dels accipítrids, únic membre del gènere Gampsonyx Vigors, 1825. Habita en zones obertes properes a formacions boscoses de la zona neotropical, des de Nicaragua i Panamà, cap al sud, fins al nord de l'Argentina. El seu estat de conservació es considera de risc mínim.
És el més petit dels rapinyaires americans, i un dels menors accipítrids de tot el món. Fosc per sobre i blanc per sota, colors típics de la seva subfamília, els elanins (Elaninae).